# Maximillian Roeg
Maximillian „Max“ Roeg (* 21. Oktober 1985 in London) ist ein britischer Filmschauspieler.

## Leben
Max Roeg – er wird oft mit der Kurzform seines Vornamens genannt – ist der jüngste von fünf Söhnen des Filmregisseurs Nicolas Roeg und dessen Frau, der Schauspielerin Theresa Russell. Zwei seiner älteren Brüder, Luc und Waldo Roeg, arbeiten heute ebenfalls beim Film und sind im Bereich der Filmproduktion tätig. Max Roeg stand bereits 1987 als Zweijähriger an der Seite seiner Mutter in Aria, einem Episodenfilm unter zum Teil der Regie seines Vaters, vor der Kamera.
Dennoch besuchte Roeg zunächst die Schule und erlangte so 2005 einen Schulabschluss. Im selben Jahr beschloss er, es auch als Schauspieler zu versuchen, und stand so in Bones – Die Knochenjägerin erstmals als junger Mann vor der Kamera. Weitere Serienauftritte, darunter in Eine himmlische Familie oder Avatar – Der Herr der Elemente, wo Roeg einer Animationsfigur seine Stimme lieh, folgten.
2008 stand Roeg im Drama Dream Boy vor der Kamera, wo er einen homosexuellen Farmersjungen verkörperte.

## Filmografie

### Filme
- 1987: Aria
- 2008: Dream Boy
- 2008: Chinaman’s Chance
- 2009: Prelude in E-Minor
- 2009: Maneater
- 2011: Last Ride on the Midwest Pacific
- 2016: Seattle Road
- 2018: Room 404

### Serien
- 2005: Bones – Die Knochenjägerin (Bones) Staffel 1, Folge 5
- 2006: Eine himmlische Familie (7th Heaven) Staffel 10, Folge 21 & 22
- 2007: Avatar – Der Herr der Elemente (Avatar: The Last Airbender) Sprechrolle: Staffel 3, Folge 5